# 奥雷利娅·马里内斯库
奥雷利娅·马里内斯库（羅馬尼亞語：Aurelia Marinescu，1954年4月3日—），罗马尼亚女子赛艇运动员。她曾代表罗马尼亚参加世界赛艇锦标赛，获得二枚铜牌。她也曾参加1976年夏季奥林匹克运动会。